# Алергійний діатез
Алергійний діатез — це схильність організму до виникнення алергійних реакцій у відповідь на вплив деяких факторів зовнішнього середовища. Поняття «алергійний діатез» запропонував німецький терапевт Кеммерер у 20-х роках XX ст.
Проявляється зазвичай у дітей у віці 3-6 міс. Тримається протягом 1-2 років.
Важливу роль у розвитку цього захворювання відіграють спадкова схильність та вплив несприятливих факторів зовнішнього середовища. Сімейний «алергійний анамнез» виявляється у 2 / 3 — 3 / 4 дітей з алергійним діатезом.

## Провокуючі фактори
- токсикози першої і другої половини вагітності;
- інфекційні захворювання;
- вживання ліків під час вагітності;
- порушення режиму харчування під час вагітності та під час годування грудьми.

Дитина ще у внутрішньоутробному періоді може сенсибілізуватися до алергенів, що циркулюють в організмі матері. У позаутробному періоді алергени передаються з грудним молоком і їжею, через кишкову стінку, що володіє підвищеною проникністю (особливо у дітей грудного віку). Сенсибілізуючим агентом може бути їжа, не піддана тепловій обробці, а також риба, горіхи, деякі фрукти і овочі. Алергізація може бути викликана і звичайними продуктами, якщо дитина отримує їх у надмірній кількості (перегодовування).
Дитина з алергійним діатезом легко набуває підвищеної чутливості до таких зовнішніх алергенів, як шерсть, домашній пил і ін. Алергени можуть потрапляти в організм дитини через шкірні покриви і слизові оболонки (кон'юнктива тощо), а також під час численних ін'єкцій, вакцинацій.
У дітей перших років життя (особливо у немовлят) основним джерелом алергенів є їжа (співвідношення підвищеної чутливості до їжі й до вдихуваних антигенів становить 20:1); протягом першого року життя зростає число антигенів, одержуваних при вдиханні (співвідношення як 2:1). До 4-5 років антигени надходять однаково часто як через їжу, так і повітряним шляхом.
Розвиток алергійної реакції супроводжується підвищенням вмісту в крові ряду біологічно активних речовин: гістаміну, серотоніну, лейкотрієнів та ін.

## Симптоми
Симптоматика алергійного діатезу складається із симптомів ураження слизових оболонок (ринофарингіти, ларингіт, блефарити, кон'юнктивіти, кератити, вульвовагиніти, тощо); лімфатичної системи (збільшення лімфатичних вузлів, аденоїди, гіпертрофія мигдаликів); шкіри (себорея, молочний струп, екзема, нейродерміт та ін.)
У дітей хворих на алергійний діатез може спостерігатися бронхіальна астма, полінози (сінна лихоманка) та ін. В аналізах крові через підвищення рівня еозинофілів, може бути помірна анемія. У сечі — велика кількість клітинних елементів в осаді і підвищення вмісту лейкоцитів. У калі — велика кількість епітелію і еозинофілів.
У дітей грудного віку зустрічається гнейс: брудно-сірі або коричневі себорейні лусочки у вигляді чепчику або панцира на волосистій частині голови, переважно на верхівці і тімені. Перебіг гнейсу інколи трансформується в себорейну екзему (набряклість, почервоніння, посилене кіркоутворення), яка нерідко поширюється на вушні раковини, чоло, щоки.
Частим симптомом алергійного діатезу, особливо у дітей на 1-му році життя, є молочний струп (або кірка): на шкірі щік, часто поблизу вушних раковин утворюється різко відмежоване від здорової шкіри почервоніння, набряклість нерідко з ознаками лущення. У частини дітей молочний струп супроводжується сверблячкою, часто переходить в екзему.
Попрілість ще один важливий симптом алергійного діатезу. Попрілість може бути сухою, в інших випадках спостерігається мацерація. Найважчою формою алергійного діатезу слід вважати дитячу екзему, яка у дітей більш старшого віку може трансформуватися в нейродерміт.

## Лікування
- Дієта . Дієта матері повинна бути бідна вуглеводами, жирами, кухонною сіллю та можливими алергенами. Основою дієти є раціональне харчування. Грудне годування не припиняється (хоча і не виключена наявність у ньому алергенів). Дітям старшого віку рекомендують виключити киселі, муси, свинину, бульйон з яловичини, рибу, яйця в будь-якому вигляді, бобові продукти, горіхи, спеції, приправи; помірно обмежити жири і білки. З каш перевага надається гречаній, та ввечері рекомендуються овочі, салати, запіканки;
- Лікарські засоби, що сприяють зменшенню свербіння і проникності судинної стінки;
- Седативні препарати;
- Вітамінотерапія;

## Профілактика
- Раціональне харчування вагітної і годуючої матері: вживання в помірних кількостях різноманітних продуктів харчування; виключення з харчування можливих алергенів; обмежити вживання молока (до 1 — 2 склянок на добу), цукру, шоколаду, меду, цукерок, горіхів, ковбас, сосисок, рибних консервів;
- Харчування дитини має відповідати віку. Під час захворювання і в період одужання рекомендується давати дитині добре оброблену їжу в невеликих кількостях, уникати введення в раціон нових харчових продуктів;
- Дотримання правил вакцинації, яку бажано проводити під контролем лікаря і лише в період ремісії;
- Важливий гігієнічний догляд за дитиною грудного віку. Необхідно уникати застосування парфумів, шампунів тощо